# Paterson, New Jersey

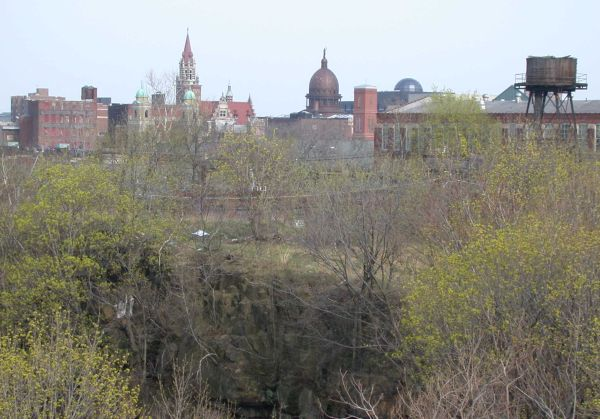
Trung tâm Paterson.

Paterson là thành phố quận lỵ quận Passaic, tiểu bang New Jersey, Hoa Kỳ. Thành phố có diện tích km², dân số theo điều tra năm 2000 của Cục điều tra dân số Hoa Kỳ là 149.222 người 2, dân số năm 2007 là 146.545 người, là thành phố lớn thứ ba ở bang.